# 横山治助
横山 治助（よこやま じすけ、1909年1月5日 - 1992年8月17日 ）は、日本の経営者。肥後銀行頭取を務めた。

## 来歴・人物
熊本県出身。1930年に東京帝国大学法学部政治学科を卒業し、高文行政科にも合格し、同年に朝鮮総督府に入庁した。1950年に鹿本製糸社長、1953年に熊本県教育長、1963年6月に同県出納長を経て、1965年5月に肥後銀行に転じ、常任監査役に就任し、1967年4月に常務、1968年10月に専務を経て、1971年5月に副頭取に就任し、同年11月には頭取に昇格した。1984年4月に会長に就任し、1990年6月には顧問に就任。
1979年4月に勲三等瑞宝章を受章。
1992年8月17日、心不全のために死去。83歳没。